# Drum național 6
Der Drum național 6 (rumänisch für „Nationalstraße 6“, kurz DN6) ist eine Nationalstraße in Rumänien.

## Verlauf
Die Straße beginnt in der Hauptstadt Bukarest und verläuft, zugleich als Europastraße 70, zunächst in südwestlicher Richtung über Mihăilești (bis dort vierstreifig ausgebaut) nach Alexandria, wendet sich dort nach Westnordwesten, führt über Roșiorii de Vede und Caracal (dort ist eine Umgehungsstraße im Bau) nach Craiova in der Kleinen Walachei, wo die Europastraße 574 nach Osten abzweigt, vereinigt sich mit der Europastraße 79, führt vierstreifig nach Filiași, wo sie sich wieder von der Europastraße 79 trennt, und verläuft über Strehaia nach Drobeta-Turnu Severin, erreicht dort die Donau und führt an deren linkem Ufer durch das Eiserne Tor, wo über das Kraftwerk der Drum național 6A auf die serbische Flussseite abzweigt, nach Orșova. 
Hier verlässt die Nationalstraße das Tal der Donau und führt nach Norden über den Pass Poarta Orientală parallel zum Fluss Temesch (Timiș) nach Caransebeș und weiter über Lugoj (Lugosch) (von dort aus verbindet das kurze bereits fertiggestellte Teilstück der Autostrada A6 mit der Autostrada A1) nach Timișoara (Temeschburg). Während die Europastraße 70 von dort aus nach Süden weiterführt, setzt sich die DN 6 nach Nordwesten fort und führt über Sânnicolau Mare (Groß Sankt Nikolaus) zur rumänisch-ungarischen Grenze bei Cenad. Auf ungarischer Seite setzt sie sich als 431-es főút fort, die nach rund 5 Kilometer auf die 43-as főút trifft (⊙).
Die Länge der Straße beträgt 639 Kilometer.